# Nicolas Raskin
Pour les articles homonymes, voir Raskin.
Nicolas Raskin (prononcé en français : [ʁaskɛ̃]), né le 23 février 2001 à Liège en Belgique, est un footballeur international belge qui joue au poste de milieu de terrain au Rangers FC.

## Biographie
Né à Liège, Nicolas Raskin a commencé à jouer au football au Stade waremmien, avant de rejoindre rapidement le Standard de Liège dès l'âge de 7 ans,,. Son père, Thierry Raskin, était également footballeur professionnel en Belgique,.

### En club

#### KAA La Gantoise
Nicolas Raskin rejoint l'académie d'Anderlecht en 2015,, mais ne se voyant pas proche d'intégrer l'équipe sous René Weiler, il choisit finalement de signer son premier contrat professionnel avec La Gantoise de Hein Vanhaezebrouck le 26 mai 2017.
Rapidement intégré au groupe professionnel par Vanhaezebrouck, ce dernier quitte néanmoins le club fin septembre, et Raskin doit à nouveau faire ses preuves, sous la direction d'Yves Vanderhaeghe,.
Il fait finalement ses débuts avec le club de Gand le 10 février 2018, à l'occasion d'une victoire 3-0 en Division 1A belge contre Saint-Trond, devenant à l'âge de 16 ans le premier joueur né au XXIe siècle à jouer dans la compétition,.
Mais cette apparition sera sa dernière avec les professionnels chez La Gantoise, et au milieu de la saison 2018-2019, le club cherche à se libérer d'un jeune joueur qui est lui en quête de temps de jeu,.

#### Standard de liege
Le 23 janvier 2019, il retourne ainsi finalement vers le Standard le club avec qui son aventure footballistique avait commencé,,,. Rapidement, il intègre l'effectif professionnel, mais doit patienter plus d'un an pour jouer son premier match avec l'équipe première : il est titularisé pour son premier match avec le Standard le 12 février 2020.
Si cette saison est interrompue juste un mois après par la pandémie de covid, Raskin s'installe rapidement comme un titulaire indiscutable en 2020-2021, se révélant comme un élément central du Standard tout au long de la saison,,,. À tel point qu'en février 2021, les liégeois n'ont jamais remporté de match de la saison sans Raskin, absent à quelques reprises sur blessure. 
Il fait alors partie d'une jeune génération de joueurs belges qui a pris le pouvoir en D1A, à l'image de Charles De Ketelaere, Yari Verschaeren, Jérémy Doku ou Aster Vranckx,,,.
La saison suivante, le jeune joueur continue de jouer un rôle clé avec le Standard, auteur entre autres d'un but et quatre passes décisives — malgré un exercice compliqué pour le club, en championnat — attirant l'intérêt de plusieurs clubs étrangers, alors que le club de Liège vient d'être racheté par la société d'investissements américaine également propriétaire du Genoa et du Red Star,,,.
En fin de contrat à l'issue de la saison 2022-23, il commence celle-ci comme titulaire, mais, refusant de prolonger son contrat, il est mis à l'écart par son club,,,. Il est alors annoncé sur les tablettes de plusieurs clubs en Belgique et surtout à l'étranger, principalement Stuttgart, Majorque, ou encore le Benfica,,.

#### Glasgow Rangers
C'est finalement chez les Glasgow Rangers que Nicolas Raskin va être transféré à la toute fin du mercato hivernale de janvier 2023, signant un contrat de longue durée avec le club écossais,,.
Faisant ses débuts en Écosse dès le 4 février 2023, avec une entrée en jeu lors de la victoire 2-1 en Premiership contre Ross County à domicile,, il s'illustre ensuite dès sa première titularisation la semaine suivante, auteur d'une passe décisive sur le but d'Antonio Čolak qui permet aux siens de s'imposer 3-2 en huitièmes de Coupe contre le Partick Thistle FC,.
À l'issue du championnat d'Écosse 2024-2025, il est désigné "joueur de l'année" aux Rangers, élu autant par ses coéquipiers que par les supporters du club et fait aussi partie de l’équipe de la saison du championnat écossais.

### En sélections nationales

#### Équipe de Belgique jeunes et espoirs
International belge avec les équipes de jeune depuis les moins de 15 ans, Raskin a notamment participé au Championnat d'Europe 2018 avec les moins de 17 ans belges.
Il continue à faire partie des sélections belges avec les moins de 18 — dont il porte notamment le brassard de capitaine — puis les moins de 19 ans.
Convoqué en espoirs par Jacky Mathijssen à l'automne 2020, la RBFA constate néanmoins — avant qu'il ne puisse faire ses débuts — qu'il est suspendu depuis son exclusion contre la Grèce en moins de 19 ans, et son essors dans la catégorie est donc retardé.
Il connait néanmoins bien sa première sélection en espoirs le 3 septembre 2021, titularisé lors de la victoire 3-0 chez la Turquie en éliminatoire à l'Euro. Il devient ensuite un joueur régulier avec l'équipe de Belgique qui se qualifie pour l'Euro des moins de 21 ans 2023, marquant même son premier but lors d'une victoire 2-0 contre l'Écosse.

#### Équipe de Belgique
En mars 2025, il fait partie de la sélection de 26 joueurs opérée par le nouveau coach des Diables rouges Rudi Garcia en vue des deux matches de barrage de la Ligue des Nations contre l'Ukraine. Le 20 mars 2025, il monte au jeu à la 80e minute et joue ses premières minutes pour les Diables battus 3-1. Trois jours plus tard, il est titulaire pour le match retour à Genk et crédité d'un excellent match (victoire 3-0) malgré un carton jaune reçu après 5 minutes de jeu.

## Style de jeu
Nicolas Raskin est décrit comme un joueur agressif, en attaque comme en défense, toujours dans la prise de risque, misant notamment sur son habileté dans les contrôles orientés et les crochets courts pour se créer des occasions offensives, et redoublant d'efforts en défense, dans la récupération de balle, parfois très haut sur le terrain,,,. 
Comparé notamment à l'international espagnol Gabri, il cite très jeune Paul Pogba comme modèle.

## Statistiques

### En club
| Saison                | Club                  | Championnat           | Championnat | Championnat | Championnat | Coupe nationale | Coupe nationale | Coupe nationale | Coupe de la Ligue | Coupe de la Ligue | Coupe de la Ligue | Compétition(s) continentale(s) | Compétition(s) continentale(s) | Compétition(s) continentale(s) | Compétition(s) continentale(s) | Autres compétitions | Autres compétitions | Autres compétitions | Autres compétitions | Total | Total | Total |
| Saison                | Club                  | Division              | M.          | B.          | P.d.        | M.              | B.              | P.d.            | M.                | B.                | P.d.              | Comp.                          | M.                             | B.                             | P.d.                           | Comp.               | M.                  | B.                  | P.d.                | M.    | B.    | P.d.  |
| 2017-2018             | KAA La Gantoise       | Division 1A           | 1           | 0           | 0           | -               | -               | -               | -                 | -                 | -                 | C3                             | 0                              | 0                              | 0                              | PO1                 | -                   | -                   | -                   | 1     | 0     | 0     |
| 2019-2020             | Standard de Liège     | Division 1A           | 3           | 0           | 0           | 1               | 0               | 0               | -                 | -                 | -                 | -                              | -                              | -                              | -                              | -                   | -                   | -                   | -                   | 4     | 0     | 0     |
| 2020-2021             | Standard de Liège     | Division 1A           | 29          | 1           | 4           | 5               | 0               | 0               | -                 | -                 | -                 | C3                             | 6                              | 1                              | 1                              | PO2                 | 3                   | 1                   | 0                   | 43    | 3     | 5     |
| 2021-2022             | Standard de Liège     | Division 1A           | 29          | 1           | 4           | 2               | 0               | 0               | -                 | -                 | -                 | -                              | -                              | -                              | -                              | -                   | -                   | -                   | -                   | 31    | 1     | 4     |
| 2022-2023             | Standard de Liège     | Division 1A           | 17          | 1           | 4           | 1               | 0               | 0               | -                 | -                 | -                 | -                              | -                              | -                              | -                              | PO2                 | -                   | -                   | -                   | 18    | 1     | 4     |
| Sous-total            | Sous-total            | Sous-total            | 78          | 3           | 12          | 9               | 0               | 0               | -                 | -                 | -                 | -                              | 6                              | 1                              | 1                              | -                   | 3                   | 1                   | 0                   | 96    | 5     | 13    |
| 2022-2023             | Rangers FC            | Scottish Premiership  | 7           | 0           | 0           | 3               | 0               | 1               | 1                 | 0                 | 0                 | -                              | -                              | -                              | -                              | PO                  | 5                   | 0                   | 1                   | 16    | 0     | 2     |
| 2023-2024             | Rangers FC            | Scottish Premiership  | 14          | 1           | 1           | 5               | 0               | 0               | -                 | -                 | -                 | C1+C3                          | 4+4                            | 0+0                            | 0+0                            | PO                  | 4                   | 0                   | 0                   | 31    | 1     | 1     |
| 2024-2025             | Rangers FC            | Scottish Premiership  | 28          | 1           | 6           | 1               | 0               | 0               | 2                 | 0                 | 0                 | C1+C3                          | 0+12                           | 0+1                            | 0+1                            | PO                  | 5                   | 3                   | 4                   | 48    | 5     | 11    |
| 2025-2026             | Rangers FC            | Scottish Premiership  | 2           | 0           | 0           | -               | -               | -               | -                 | -                 | -                 | C1                             | 5                              | 0                              | 1                              | -                   | -                   | -                   | -                   | 7     | 0     | 1     |
| Sous-total            | Sous-total            | Sous-total            | 51          | 2           | 7           | 10              | 0               | 1               | 3                 | 0                 | 0                 | -                              | 24                             | 1                              | 2                              | -                   | 14                  | 3                   | 5                   | 102   | 6     | 15    |
| Total sur la carrière | Total sur la carrière | Total sur la carrière | 130         | 5           | 19          | 19              | 0               | 1               | 3                 | 0                 | 0                 | -                              | 30                             | 2                              | 3                              | -                   | 17                  | 4                   | 6                   | 199   | 11    | 29    |

### En sélections nationales
| Saison                | Sélection             | Phases finales        | Phases finales | Phases finales | Phases finales | Éliminatoires CDM | Éliminatoires CDM | Éliminatoires CDM | Éliminatoires EURO | Éliminatoires EURO | Éliminatoires EURO | Ligue des Nations | Ligue des Nations | Ligue des Nations | Matchs amicaux | Matchs amicaux | Matchs amicaux | Total | Total | Total |
| Saison                | Sélection             | Compétition           | M              | B              | Pd             | M                 | B                 | Pd                | M                  | B                  | Pd                 | M                 | B                 | Pd                | M              | B              | Pd             | M     | B     | Pd    |
| --------------------- | --------------------- | --------------------- | -------------- | -------------- | -------------- | ----------------- | ----------------- | ----------------- | ------------------ | ------------------ | ------------------ | ----------------- | ----------------- | ----------------- | -------------- | -------------- | -------------- | ----- | ----- | ----- |
| 2024-2025             | Belgique              | -                     | -              | -              | -              | 2                 | 0                 | 0                 | -                  | -                  | -                  | 2                 | 0                 | 0                 | -              | -              | -              | 4     | 0     | 0     |
| Total sur la carrière | Total sur la carrière | Total sur la carrière | -              | -              | -              | 2                 | 0                 | 0                 | -                  | -                  | -                  | 2                 | 0                 | 0                 | -              | -              | -              | 4     | 0     | 0     |

### Matchs internationaux
| Matchs internationaux de Nicolas Raskin, | Matchs internationaux de Nicolas Raskin, | Matchs internationaux de Nicolas Raskin,               | Matchs internationaux de Nicolas Raskin, | Matchs internationaux de Nicolas Raskin, | Matchs internationaux de Nicolas Raskin, | Matchs internationaux de Nicolas Raskin, | Matchs internationaux de Nicolas Raskin,                          |
| #                                        | Date                                     | Lieu                                                   | Adversaire                               | Résultat                                 | Compétition                              | Club                                     | Notes                                                             |
| ---------------------------------------- | ---------------------------------------- | ------------------------------------------------------ | ---------------------------------------- | ---------------------------------------- | ---------------------------------------- | ---------------------------------------- | ----------------------------------------------------------------- |
| 1                                        | 20 mars 2025                             | Stade Enrique-Roca de Murcie, Murcie, Espagne          | Ukraine                                  | D 1 - 3                                  | Ligue des nations 2024-2025              | Rangers FC                               | Entre en jeu à la place de Koni De Winter à la 80e minute de jeu. |
| 2                                        | 23 mars 2025                             | Cegeka Arena, Genk, Belgique                           | Ukraine                                  | V 3 - 0                                  | Ligue des nations 2024-2025              | Rangers FC                               | Titulaire, remplacé par Bryan Heynen à la 90e minute de jeu.      |
| 3                                        | 6 juin 2025                              | Stade national Toše-Proeski, Skopje, Macédoine du Nord | Macédoine du Nord                        | N 1 - 1                                  | Éliminatoires de la Coupe du monde 2026  | Rangers FC                               | Titulaire.                                                        |
| 4                                        | 9 juin 2025                              | Stade Roi Baudouin, Bruxelles, Belgique                | Pays de Galles                           | V 4 - 3                                  | Éliminatoires de la Coupe du monde 2026  | Rangers FC                               | Entre en jeu à la place de Dodi Lukebakio à la 75e minute de jeu. |

## Palmarès

### En club
|  |  | Standard de Liège - Coupe de Belgique : - Finaliste : 2021. |  | Rangers FC : - Championnat d'Écosse : - Vice-champion : 2023, 2024 et 2025. - Coupe de la Ligue : - Finaliste : 2023 et 2025. |

### Distinctions personnelles
- Membre de l'équipe-type de Scottish Premier League en 2025[53].